# L’inimico delle donne
L’inimico delle donne (deutsch etwa: ‚Der Frauenfeind‘) ist eine Opera buffa (Originalbezeichnung: „Dramma giocoso“) in drei Akten von Baldassare Galuppi (Musik) mit einem Libretto von Giovanni Bertati. Sie wurde im Herbst 1771 im Teatro San Samuele in Venedig uraufgeführt.

## Handlung
Die Oper spielt in der fiktiven Stadt Kibin-Kin-Ka auf einer Insel im Chinesischen Meer. Dort herrscht Fürst Zon-zon, ein Frauenhasser, der jedoch baldigst heiraten muss, wenn er seine Position behalten will. Die Italiener Agnesina und ihr Onkel Geminiano gelangen nach einem Schiffbruch auf die Insel. Agnesina verabscheut alle Männer genauso wie Zon-zon die Frauen. Die Willkommensfeier am Ende des ersten Akts artet in ein Trinkgelage aus. Nachdem Zon-zon alle heiratswilligen Frauen seiner Heimat abgewiesen hat, stellt er fest, dass ihm Agnesina nicht ganz so unsympathisch ist wie die anderen. Er beschließt also, sie zu heiraten. Damit auch sein Volk überzeugt werden kann, muss Geminiano die Rolle eines Götzen übernehmen, der dies als göttlichen Willen darstellt. Er wird zum Mandarin ernannt und heiratet Xunchia, eine der abgewiesenen Heiratskandidatinnen des Fürsten.

### Erster Akt
Weitläufiges Feld am Meeresufer mit verschiedenen Anpflanzungen; in der Mitte ein Altar mit dem Götzenbild des Schutzgottes Ka-na-gà
Szene 1. Der Priester Ly-lam, der Mandarin Si-sin, die Mädchen Zyda, Xunchia und Kam-si und weiteres Volk erweisen ihrem Schutzgott Ka-na-gà die Ehre (Tutti: „Katomira. Ka-na-gà. Ti Kakira squaquera“). Die Mädchen unterhalten sich darüber, dass ihr Fürst Zon-zon sich noch heute für eine Gemahlin entscheiden muss. Jede betet darum, dass sie selbst die Erwählte sein wird.
Szene 2. Ly-lam erinnert Si-sin daran, dass Zon-zon ein eingefleischter Frauenfeind ist. Wenn er aber nicht noch heute heiratet, muss er die Herrschaft an seinen Bruder abtreten. Si-sin glaubt, dass er sich unter diesen Umständen noch rechtzeitig entscheiden werde. Ly-lam geht davon aus, dass Zon-zon seine eigene Tochter Zyda wählen wird (Arie Ly-lam: „Quelle orecchie ben aprite“).
Szene 3. Si-sin beobachtet, wie ein italienisches Schiff nach einem Unwetter an der Küste strandet und Geminiano und seine Nichte Agnesina an Land gehen (Duett Geminiano/Agnesina: „Oh terra benedetta“). Ähnlich wie Zon-zon die Frauen verabscheut Agnesina alle Männer. Sie freut sich darüber, ihren Verehrern jetzt endlich entkommen zu sein.
Szene 4. Si-sin begrüßt die Ankömmlinge zuerst mit landestypischen Gesten. Glücklicherweise können sie sich verständigen, da Kibin-Kin-Ka bereits vor einigen Jahrhunderten von einem Italiener besucht wurde und am Hof seit dieser Zeit Italienisch gesprochen wird. Si-sin nennt ihnen seine verschiedenen Titel und Aufgaben (Arie Si-sin: „Mi dichiaro vostro amico“).
Szene 5. Geminiano rät Agnesina, ihre Abneigung gegen die Männer aufzugeben. Hier in der Fremde werde es ihr ohne einen Ehemann nicht lange gut gehen. Agnesina kann aber nichts gegen ihre Veranlagung tun (Arie Agnesina: „Son’io semplice fanciulla“).
Zimmer im Palast von Zon-zon
Szene 6. Zon-zon geht voller Abscheu eine Liste heiratswilliger Mädchen durch (Arie Zon-zon: „Quanti nomi in questa lista“). Er würde lieber eine Hündin oder eine Stute erwählen.
Szene 7. Ly-lam erinnert Zon-zon daran, dass er in Kürze seine Entscheidung bekannt geben müsse. Zon-zon lässt die ersten drei Mädchen der Liste kommen, um sie sich anzusehen.
Szene 8. Kam-si, Zyda und Xunchia treten ein (Terzett: „Zon-zon amabile“), und jede von ihnen stellt sich mit einer Arie vor (Zyda: „Io sono, poverina“ – Xunchia: „Se cercate chi amore v’ispiri“ – Kam-si: „Se di me vi contentate“). Zon-zon weist alle drei mit demütigenden Worten ab.
Szene 9. Als Si-sin die Ankunft der Italiener meldet, schickt Zon-zon erfreut die Mädchen los, um sie mit allem Prunk zu empfangen und zu ihm zu bringen.
Szene 10. Ly-lam, Si-sin und weitere Hofleute führen Geminiano, Agnesina unter großem Zeremoniell herein. Zon-zon lässt sogleich ein großes Bankett vorbereiten. Geminiano holt dazu den Wein, den er vom Schiffbruch retten konnte, und der hier völlig unbekannt ist (Arie Geminiano: „Torno presto, sì Signore“).
Szene 11. Als Zon-zon und Agnesina alleine sind, geraten sie sofort in Streit, da jeder von ihnen den anderen wegen seines Geschlechts verachtet (Arie Zon-zon: „Io vi guardo fisso in volto“). Zon-zon verlässt den Raum.
Szene 12. Agnesina ärgert sich darüber, dass ihr Gastgeber ein Mann ist. Ein Hund, Hammel oder Esel wäre ihr lieber gewesen.
Prächtiger Saal mit einer bereiteten Tafel und Stühlen
Szene 13. Das Gastmahl beginnt mit einem allgemeinen Besäufnis, das alle derartig erhitzt, dass Zon-zon das Essen fortschaffen lässt, um Platz für Fächer und kaltes Wasser zu schaffen (Finale: „Le noje, e i pensieri“).

### Zweiter Akt
Lieblicher Garten mit Springbrunnen und Lusthäusern
Szene 1. Xunchia, Kam-si und Zyda unterhalten sich über ihre Chancen beim Fürsten. Kam-si meint, die anderen seien zwar klüger und schöner als sie, doch sie sei die jüngste von ihnen (Arie Kam-si: „Ditemi pur fraschetta“).
Szene 2. Agnesina bietet Xunchia und Zyda ihre Freundschaft an. Die beiden trauen ihr jedoch nicht und stellen ihre Ehrlichkeit auf die Probe: Sie soll sagen, welche von ihnen die Schönste ist. Ihre vorsichtige Antwort, dass beide gleichermaßen schön seien, entlarvt sie als Lügnerin, denn keine Frau hält eine andere für schön (Arie Zyda: „Una donna mai non vede“).
Szene 3. Agnesina erzählt Xunchia, dass die Männer in Italien ständig den Frauen nachlaufen würden, um sie zu heiraten und Kinder zu bekommen. Anders als Agnesina findet Xunchia das sehr schön (Arie Xunchia: „Se fosse in Italia“).
Szene 4. Agnesina gerät erneut mit Zon-zon in Streit.
Szene 5. Geminiano unterbricht den Zwist, indem er Agnesina auf die Vorzüge des Fürsten hinweist. Die beiden sind ungehalten über diese ungebetene Einmischung.
Szene 6. Zon-zon erklärt Agnesina, dass sein Lehrmeister die Frauen als die „ärgsten von allen Tieren“ bezeichnete. Agnesina sieht im Gegenzug die Männer als Tyrannen (Arie Agnesina: „Son le donne poverine“).
Szene 7. Agnesinas Antwort hat Zon-zon nachdenklich gemacht. Als Ly-lam und Si-sin ihn drängen, endlich seine Wahl bekannt zu geben, fordert er noch eine letzte Stunde Bedenkzeit (Arie Zon-zon: „Frà mille pensieri“).
Szene 8. Ly-lam und Si-sin können das Verhalten des Fürsten nicht verstehen. Si-sin erscheint diese Ablehnung des anderen Geschlechts ganz unnatürlich (Arie Si-sin: „La natura in sen ne ispira“).
Gemach im Palast von Zon-zon
Szene 9. Während Geminiano sich über das Verhalten Agnesinas ärgert, wird Zon-zon von widerstreitenden Gefühlen geplagt. Er teilt Geminiano mit, dass ihm Agnesina unerwarteterweise nicht widerwärtig ist und er sie deshalb heiraten wolle. Um das Volk jedoch von dieser Wahl einer Fremden zu überzeugen, müsse er dem Landesbrauch folgen und den Götzen Kin-kin um Rat fragen. Geminiano solle sich deshalb im Tempel verstecken und mit der Stimme des Götzen verkünden, dass der Himmel Agnesina zur Braut des Fürsten bestimmt habe. Zon-zon lässt sich Schreibzeug bringen, um dem Tempeldiener entsprechende Anweisungen zu geben. Obwohl sich Geminiano geehrt fühlt, hat er Bedenken. Er kann Zon-zon aber nicht dazu bewegen, jemand anderem diese Aufgabe zu übertragen (Arie Geminiano: „Pria di scriver, mio Signore“).
Szene 11 [10]. Zon-zon und Agnesina benötigen eine Weile, um ihre Gefühle in den Griff zu bekommen (Arie Agnesina: „Chi sà dirmi, poverina“). Dann erklärt sich Zon-zon ungeschickt seiner Auserwählten. Agnesina zögert. Erst als der Fürst ihr seine Liebe erklärt (Arie Zon-zon: „Par ch’io senta una voce nel petto“), geht sie auf sein Ansinnen ein. Zon-zon gibt seinen Untergebenen ein Zeichen, dass er sich entschieden habe.
Szene 12 [11]. Ly-lam, Si-sin, Xunchia, Zyda und das Volk machen sich erleichtert und gespannt auf den Weg zum Tempel. Ly-lam dankt dem Himmel dafür, dass er selbst keine solchen Probleme mit den Frauen hat (Arie Ly-lam: „Io per me ringrazio il Cielo“).
Illuminierter Tempel mit einem Altar in der Mitte
Szene 13 [12]. Geminiano nimmt aufgeregt seinen Platz beim Götzen ein. Als die übrigen erscheinen (Finale: „Nume terribile“), entzünden die Tempeldiener Räucherwerk, das ihn beinahe erstickt. Die Anwesenden bemerken die Unruhe des Götzen erstaunt. Trotzdem gelingt es Geminiano schließlich, das Orakel zu verkünden. Doch dann fordert Ly-lam die Tempeldiener auf, den Wahrheitsgehalt des Spruchs auf traditionelle Weise mit fünfzig Stockschlägen auf den Kopf des Bonzen zu prüfen. Geminiano flüchtet.

### Dritter Akt
Gemach im Palast des Fürsten
Szene 1. Ly-lam und Si-sin haben den Betrug inzwischen durchschaut. Da aber Zon-zon selbst der Drahtzieher war, beschließen sie, „politisch“ zu handeln und sich zu verstellen.
Szene 2. Die beiden teilen dem furchtsamen Geminiano mit, dass der Orakelspruch gelte. Sie beglückwünschen ihn für seine daraus resultierende Ernennung zum Mandarin. Geminiano verspricht ihnen, dieses Amt mit Güte auszuüben (Arie Geminiano: „Non dubitate“).
Szene 3. Zon-zon befiehlt den beiden, das Hochzeitsfest vorzubereiten. Er lässt Xunchia holen.
Szene 4. Zon-zon bittet Xunchia, seine künftige Braut in der Kunst der Liebe zu unterrichten.
Szene 5. Xunchia ist eifersüchtig auf die glücklichere Agnesina (Arie Xunchia: „Se la prenda, se la tenga“).
Saal
Szene 6. Vor der Hochzeitszeremonie preisen Zyda und Kam-si die Braut, die jetzt auf chinesische Weise eingekleidet und geschmückt ist (Duett Zyda/Kam-si: „Eviva la sposa“).
Szene 7. Xunchia kommt herein, um Agnesina die von Zon-zon geforderte „Lektion“ zu erteilen. Sie rät ihr, darauf zu achten, dass Zon-zon nie eine andere mehr liebt als sie. Als der Fürst hereinkommt, geht sie mit den anderen Mädchen hinaus.
Szene 8. Agnesina erfährt von Zon-zon, dass ein Mann hier so viele Frauen haben könne wie er wolle. Sie ringt ihm daraufhin das Versprechen ab, nur sie allein zu lieben (Duett Agnesina/Zon-zon: „Se dal genio, l confesso“).
Szene 9. Alle bejubeln den frisch zum Mandarin ernannten Geminiano (Chor: „Viva viva la grandezza“). Zyda verkündet, dass sich dem Brauch gemäß kein Fremder in Kibin-Kin-Ka aufhalten dürfe, ohne sich eine Frau zu nehmen. Daher habe er beschlossen, Geminiano mit Xunchia zu vermählen. Da die beiden einverstanden sind, kann die Feier beginnen (Chor: „Andiamo tutti, andiamo“).

## Werkgeschichte
Das Libretto der Oper stammt von Giovanni Bertati.
Bei der Uraufführung im Herbst 1771 im Teatro San Samuele in Venedig sangen Angela Devia (Agnesina), Giuseppe Pinetti (Zon-zon), Giacomo Caldinelli (Geminiano), Teresa Gibetti (Xunchia), Antonia D’Arbes (Zyda), Vincenzo Dal Moro (Ly-lam), Caterina Gibetti (Kam-si) und Giovanni De Simoni (Si-sin).
Das Werk wurde in den folgenden Jahren auch im Teatro Carignano Turin (Herbst 1772), im Teatro Pubblico in Reggio nell’Emilia (30. Mai 1773), im Teatro de Salvaterra in Lissabon (Karneval 1774), im Real Teatro di Corte in Parma (ebenfalls Karneval 1774), im Kleinen Hoftheater in Dresden (1775) und im Teatri Privilegiati in Wien (1775) gespielt. Im Karneval 1779 gab es eine Wiederaufnahme im Teatro San Samuele.
Giuseppe Gazzanigas am 16. Oktober 1773 in Mailand uraufgeführte Oper Zon Zon, principe di Kibin-Kin-Ka ist eine Vertonung desselben Librettos.
Auch in neuerer Zeit gab es bereits einige Produktionen. Im Oktober 2005 wurde das Werk im venezianischen Teatro Goldoni in einer Inszenierung von Rosalba Trevisan gezeigt. Fabio Pirona leitete das Orchestra Accademia Musicale di San Giorgio. Es sangen Roberta Canzian (Agnesina), Elvis Fanton (Zon-zon), Omar Carata (Geminiano), Cosetta Tosetti (Xunchia), Marina Bontempelli (Zyda), Luca Favaron (Ly-lam), Cristiana Bertoldo (Kam-si) und Massimo Marin (Si-sin).
2006 wurde im Rahmen der Internationalen Barocktage im Stift Melk eine halbszenische Fassung gespielt.
2011 wurde L’inimico delle donne von der Opéra Royal de Wallonie in Lüttich in einer Inszenierung von Stefano Mazzonis di Pralafera präsentiert. Rinaldo Alessandrini hatte die musikalische Leitung. Die Hauptrollen sangen Anna Maria Panzarella als Agnesina, Filippo Adami als Zon-zon und Alberto Rinaldi als Geminiano.

## Aufnahmen
- 4. Juni 2006 – Ivano Zanenghi (Dirigent), L’Opera Stravagante.
 Marina Bartoli (Agnesina), Filippo Pina Castiglioni (Zon-zon), Omar Camata (Geminiano), Silva Pozzer (Zyda), Elena Bertuzzi (Kam-si), Ester Castriota (Xao-Chia), Bernhard Trebuch (Erzähler).
 Live aus dem Kolomanisaal des Stiftes Melk; mit deutschen Zwischentexten.[7]
- 3. Februar 2011 – Rinaldo Alessandrini (Dirigent), Stefano Mazzonis di Pralafera (Regie), Jean-Guy Lecat (Bühne), Orchester der Opéra Royal de Wallonie.
 Anna Maria Panzarella (Agnesina), Filippo Adami (Zon-zon), Alberto Rinaldi (Geminiano), Liesbeth Devos (Xunchia), Federica Carnevale (Zyda), Juri Gorodetski (Ly-lam), Priscille Laplace (Kam-si), Daniele Zanfardino (Si-sin).
 Video; live aus der Opéra Royal de Wallonie in Lüttich.
 Dynamic DVD 33677.[6]
- 5. Februar 2011 – Rinaldo Alessandrini (Dirigent), Orchester der Opéra Royal de Wallonie.
 Besetzung wie bei der Video-Aufzeichnung vom 3. Februar 2011.
 Live aus der Opéra Royal de Wallonie in Lüttich.
 Übertragung im Radio.[8]

## Digitalisate
- L’inimico delle donne: Noten und Audiodateien im International Music Score Library Project
- Libretto (italienisch), Venedig 1771. Digitalisat bei Google Books
- Der Weiber-Feind. Libretto (italienisch/deutsch), Dresden 1775. Digitalisat der Staats- und Universitätsbibliothek Dresden